# Giovanni Battista Cirri
Giovanni Battista Cirri (ur. 1 października 1724 w Forlì, zm. 11 czerwca 1808 tamże) – włoski kompozytor i wiolonczelista.
Uczył się w Forlì u swojego brata Ignazia, organisty tamtejszej katedry, później wyjechał do Bolonii, gdzie pobierał naukę u Giovanniego Battisty Martiniego. Grał w bolońskiej bazylice św. Petroniusza. W 1739 roku otrzymał sakrament święceń. W 1759 roku został członkiem Accademia Filarmonica w Bolonii. Niedługo potem na zaproszenie Edwarda, księcia Yorku wyjechał do Anglii. Od 1768 roku zatrudniony był jako dyrektor muzyki na dworze Wilhelma Henryka, księcia Gloucester. Podczas pobytu w Anglii występował z koncertami, uczestniczył m.in. w pierwszym publicznym koncercie W.A. Mozarta w Londynie w 1764 roku. W 1780 roku powrócił do Forlì. W 1782 roku został wiolonczelistą Teatro dei Fiorentini w Neapolu. Po śmierci brata w 1787 roku objął posadę maestro di cappella w katedrze w Forlì.
Muzyka Cirriego utrzymana była w stylu galant. Skomponował m.in. 6 symfonii, 7 koncertów wiolonczelowych, 2 koncerty skrzypcowe, 18 kwartetów smyczkowych, 12 triów smyczkowych, 12 duetów i 36 sonat wiolonczelowych. W swoich kompozycjach, z uwagi na towarzyszenie instrumentów basowych, preferował wysoki rejestr wiolonczeli.